# 380 (tal)
380 (trehundraåttio) är det naturliga talet som följer 379 och som följs av 381.

## Inom vetenskapen
- 380 Fiducia, en asteroid

## Inom matematiken
- 380 är ett jämnt tal
- 380 är ett rektangeltal